# Celmisia armstrongii
Celmisia armstrongii là một loài thực vật có hoa trong họ Cúc. Loài này được Petrie mô tả khoa học đầu tiên năm 1894.